# Bezpieczeństwo zbiorowe
Bezpieczeństwo zbiorowe – system polityczno-prawny mający za zadanie utrwalenie pokoju międzynarodowego
Głównym założeniem idei bezpieczeństwa zbiorowego jest utwierdzenie w przekonaniu, że najskuteczniejszym sposobem odparcia agresji jest podjęcie wspólnych działań przez kilka państw. Teoria bezpieczeństwa zbiorowego opiera się na stwierdzeniu, że powodem konfliktów międzynarodowych i wojen są niepewności oraz zagrożenia łączące się z polityką siły. W świetle tej teorii, państwa, które zobowiązują się do wzajemnej obrony, mogą powstrzymać agresora oraz ukarać go w przypadku naruszenia porządku lub prawa międzynarodowego.
Muszą być spełnione trzy warunki, od których zależy skuteczność bezpieczeństwa zbiorowego:
- państwa muszą być stosunkowo równe, a przynajmniej nie może być wśród nich mocarstwa dominującego;
- wszystkie państwa muszą wykazać gotowość do ponoszenia kosztów i odpowiedzialności za wzajemną obronę;
- musi istnieć międzynarodowy organ, który dzięki autorytetowi moralnemu i potencjałowi militarnemu byłby w stanie podejmować skuteczne działania.

## Historia
Pierwszą historyczną próbą utworzenia tego rodzaju systemu było powołanie Ligi Narodów w 1920 roku. Obecnymi przykładami takich konstrukcji są Organizacja Narodów Zjednoczonych (zasięg uniwersalny) oraz Organizacja Bezpieczeństwa i Współpracy w Europie (zasięg regionalny).
Obecnie największym tego typu organem jest Organizacja Narodów Zjednoczonych, do której należą prawie wszystkie państwa na świecie. Najważniejszym organem ONZ jest Rada Bezpieczeństwa, której powierzono zadanie utrzymania międzynarodowego pokoju i bezpieczeństwa. Odpowiada więc za pełnienie przez ONZ roli negocjatora, obserwatora, jak również za utrzymywanie i zaprowadzanie pokoju.

## Elementy systemu zbiorowego bezpieczeństwa
Elementy systemu zbiorowego bezpieczeństwa to:
- zakaz użycia siły zbrojnej pomiędzy członkami;
- pokojowe rozstrzyganie sporów;
- stosowanie ogólnych zasad stosunków międzynarodowych;
- stosowanie sankcji wobec agresora i podejmowanie decyzji o ich użyciu przez powołane do tego organy;
- kontrola i ograniczanie zbrojeń;
- ujęcie systemu w formie organizacji międzynarodowej powstałej na bazie traktatu lub porozumienia.